# Emilio Lamo de Espinosa Michels de Champourcin
Emilio Lamo de Espinosa Michels de Champourcin (Madrid, 12 de agosto de 1946) es un sociólogo, publicista y catedrático emérito español.

## Trayectoria profesional
Nació en Madrid en 1946. Es hijo de Emilio Lamo de Espinosa y Enríquez de Navarra y hermano del exministro de UCD Jaime Lamo de Espinosa. Estudia en el Colegio del Pilar de Madrid, y luego económicas y derecho en la Universidad Complutense. Doctor en Derecho con Premio Extraordinario por la Universidad Complutense (1973) y doctor en sociología por la Universidad de California (1979), donde ha sido profesor visitante. 
Actualmente es catedrático emérito de Sociología de la Universidad Complutense y desde el 2009 es académico de número de la Real Academia de Ciencias Morales y Políticas, con la medalla número 44, ingresando en la misma el 25 de octubre de 2010 con un discurso pronunciado en el pleno presidido por el entonces Príncipe Felipe, titulado La sociedad del conocimiento. Información, ciencia, sabiduría.
Ha sido director general de Universidades (1982-1985) y secretario general del Consejo de Universidades (1985-1987), redactando, junto a Alfredo Pérez Rubalcaba, la Ley de Reforma Universitaria (1983) que adaptó la universidad española a la Constitución de 1978. En octubre de 1987 dimitió voluntariamente y regresó a la universidad, tras crear, por encargo del Ministro José María Maravall, el Instituto de Estudios Sociales Avanzados (IESA) del Consejo Superior de Investigaciones Científicas, al amparo de la nueva Ley de la Ciencia (1986).
De 1988 a 1991 compatibilizó sus tareas universitarias con la vicepresidencia de la empresa Burke-Emopública, un instituto de investigación social privado, realizando multitud de informes y estudios electorales, sondeos de opinión pública y estudios de mercado. Y de 1990 a 1992 dirigió las actividades culturales del Pabellón de España en la EXPO '92 de Sevilla, diseñando y organizando el primer Congreso Internacional de la Lengua Española (el llamado «Congreso cero»).
En 1992 fue nombrado director del Instituto Universitario Ortega y Gasset, tarea que ejerció hasta el año 2001. Durante esos años el Instituto Universitario Ortega y Gasset pasó a ser el centro de formación de posgrado en ciencias sociales mayor de España, con casi 500 estudiantes de más de 20 nacionalidades.
En 2001 participó en la fundación del Real Instituto Elcano, del que fue nombrado director, asumiendo la puesta en marcha de lo que probablemente fue el primer think tank español, cargo en el que fue destituido en abril del 2005. En ese puesto, causó polémica por sus posiciones en relación con la guerra de Irak y de la participación de España en la intervención, siguiendo la línea del gobierno de José María Aznar.
En 2012 regresó al Real Instituto Elcano como presidente, cargo en el que fue renovado en el 2017, y del que cesa voluntariamente en el 2021, continuando como patrono del mismo. Es además patrono o asesor de numerosas fundaciones o asociaciones (Fundación Botín, Fundación Princesa de Asturias, Fundación Princesa de Girona, Fundación Fernando Pombo, Fundación Consejo España-Estados Unidos, Fundación Transición Política Española, Círculo Cívico de Opinión).
Además, ha sido presidente de la Federación Española de Sociología(2007-2010), miembro del Research Committee del Instituto Universitario Europeo (Universidad Europea de Florencia), asesor del European Institute of Education and Social Policy (París), asesor del International Council of Educational Development (Washington), consultor para Sofres, Sofemasa y Demoscopia, miembro del Consejo Superior de Estadística, miembro del Consejo Asesor del Centro de Investigaciones Sociológicas, y ha sido o es miembro de los consejos de redacción de las revistas Contemporary Crisis, Revista Española de Investigaciones Sociológicas (REIS), Revista Española de Sociología (RES), Revista Internacional de Sociología, Sistema, Revista de Occidente, Empiria, Arxius y Papers, entre otras.
Ha sido, además, columnista habitual en el diario El País y en el ABC, habiendo publicado más de 400 columnas políticas o sociales y críticas de libros. Y lleva a cabo una constante actividad como conferenciante en los más diversos foros.
En cuanto a su actividad investigadora ha publicado 23 libros y más de 140 monografías científicas, teniendo reconocidos cinco sexenios investigadores y seis sexenios docentes.
Sus primeras publicaciones tuvieron que ver con la recuperación de la historia intelectual heterodoxa de España (Política y Filosofía en Julián Besteiro, 1973) antes de abordar el reto del marxismo, frontera inevitable en su generación, lo que intenta en La teoría de la reificación: de Marx a la Escuela de Frankfurt (1981). La eventual superación del marxismo en una teoría social más compleja y abierta al constructivismo y la teoría de la comunicación de G. H. Mead, abre temas de sociología del derecho y desviación social (Los delitos sin víctimas. Orden social y ambivalencia moral, 1989) y, sobre todo, de sus dos campos de especialización, la teoría sociológica (La sociedad reflexiva. Sujeto y objeto del conocimiento sociológico, 1990) y la sociología del conocimiento y de la ciencia (en colaboración con J.M. González y C. Torres, La sociología del conocimiento y de la ciencia, 1994; Sociedades de cultura y sociedades de ciencia, 1996). Este último tema le ha llevado a abordar los problemas de la globalización y el estudio de la emergente sociedad transnacional y su gobernanza (Bajo puertas de fuego. El nuevo desorden internacional, 2004), cuestión en la que continúa trabajando.
En 1993 puso en marcha el Grupo de Teoría Sociológica de la Federación Española de Sociología, editando (con J. E. Rodríguez-Ibáñez) el volumen Problemas de Teoría Social Contemporánea (1994), grupo que lleva trabajando desde entonces y ha editado otros seis volúmenes de actualización de la teoría social.
Su interés constante por España y sus problemas se manifiesta en numerosas de sus publicaciones, y así es editor del libro España, 1989 (actualizado y reeditado en 1990 y de nuevo en 1992), o (con Javier Tusell y Rafael Pardo) Entre dos siglos. Reflexiones sobre la democracia española (1996). Además, lleva lustros investigando sobre la imagen y los estereotipos de España en el extranjero y proponiendo medidas para su actualización.
Es además autor (con Salvador Giner y Cristóbal Torres) del Diccionario de Sociología más utilizado en castellano (2º edición revisada, 2007).
Sus últimos libros son Europa después de Europa (2010, en colaboración con diversos autores), en el que defiende una federación de estados europeos. De nuevo sobre la sociedad reflexiva. Escritos de teoría y estructura sociales (CIS, 2018); y La disputa del pasado. España, México y la leyenda negra (Turner, 2021, en colaboración con otros autores).
Considera que España vive un cambio sociológico vertiginoso, origen de muchas de las tensiones que el país sufre. Entiende que los individuos de su generación pasaron «de la contrarreforma tridentina a la contracultura» en pocos años. Sostiene que estamos inmersos en un proceso de homogeneización y de convergencia mundial ante el que los nacionalismos están condenados al fracaso, y que colocará a China en la escena central del mundo. Realiza un análisis de la globalización en términos culturales.
Miembro de la Academia Europea de Ciencias y Artes, está en posesión de la grandes cruces de las órdenes de Isabel la Católica y Alfonso X el Sabio concedidas por el Estado español, y de la Orden de las Palmas Académicas concedida por la República Francesa. Fue nombrado doctor honoris causa por la Universidad de Salamanca en 2012.

## Posición política
En una tribuna publicada en el diario El Mundo, tras las elecciones generales de 2023, Lamo de Espinosa acusaba al PSOE "de reabrir las viejas dos Españas: un frente popular apoyado por los separatismos y una confederación de derechas"donde "los nietos de los vencidos se niegan a pactar con los de los vencedores y quieren tomarse la revancha. Y, por eso mismo, el PP, que debe presentarse a la investidura sabiendo que va a perderla, en segunda vuelta debería ceder los votos que Sánchez necesita para no pagar el «precio», mostrando a las claras que no son ellos quienes bloquean".

## Premios
- Premio Internacional de Ensayo Jovellanos, en 1996, por su obra Sociedades de cultura, sociedades de ciencia.
- Doctor honoris causa por la Universidad de Salamanca (2012).
- XI Premio Otto de Habsburgo, 2014, concedido por la sección española de la Unión Internacional Paneuropea.
- XXVI Premio FIES de Periodismo por su artículo La legitimidad de la monarquía (El País, 16 de julio de 2014).
- Premio Nacional de Sociología y Ciencia Política del CIS, 2016.
- Premio de Investigación Julián Marías de la Comunidad de Madrid del 2018.
- Premio Espasa de ensayo del Grupo Planeta de 2021.[5]

## Obras
- Política y Filosofía en Julián Besteiro, Editorial Cuadernos para el Diálogo, Madrid, 1973, 387 Págs. Reeditado y revisado conjuntamente con Manuel Contreras, Política y Filosofía en Julián Besteiro Editorial Sistema, Madrid, 1990, 432 Págs.

- Juicios de Valor y Ciencia Social (Sobre los juicios de valor en la Metodología de las Ciencias Sociales: una crítica interna del avalorismo), Fernando Torres Editor, Valencia, 1975, 97 Págs.

- La teoría de la reificación: de Marx a la Escuela de Francfort, Alianza Universidad, Madrid, 1981, 204 Págs.

- Julián Besteiro. Obras Completas, Centro de Estudios Constitucionales, Madrid, 1983, 3 vols., 1920 Págs. Dos ediciones.

- Los delitos sin víctima. Orden social y ambivalencia moral. Alianza Editorial, Madrid, 1989, 215 Págs. Segunda edición, Madrid, 1993.

- (Coord.) España, 1989, Ministerio del Portavoz del Gobierno, Madrid, 1989, 295 Págs. Actualizado y reeditado con el título España, 1990, Ministerio del Portavoz, Madrid, 1990. Actualizado y reeditado con el título España, 1992.

- La sociedad reflexiva. Sujeto y objeto del conocimiento sociológico, Centro de Investigaciones Sociológicas, Madrid, 1990, 191 Págs. Re-editado en 2001.

- (Ed.) El Libro de España, libro oficial del Pabellón de España en la EXPO'92, Pabellón de España, 1992, 385 Págs.

- (Con José Manuel Blecua, Miguel Ángel Aguilar, José Jesús de Bustos, José Antonio Pascual, Natalia Salmones y Pilar Palanco), Actas del Congreso de la Lengua Española, celebradas en Sevilla, 1992, Madrid: Instituto Cervantes, 1994.

- (Con J.E. Rodríguez-Ibáñez, eds.) Problemas de Teoría Social Contemporánea, Centro de Investigaciones Sociológicas, Madrid, 1994, 765 Págs. Agotado.

- (Ed. y coord.) número monográfico de la Revista Española de Investigaciones Sociológicas 62(1993), con ocasión del centenario de Karl Mannheim (1893-1993).

- (En colaboración con José María González García y Cristóbal Torres), La sociología del conocimiento y de la ciencia, Alianza Editorial, Madrid, 1994, 632 Págs. Reimpreso en 2002.

- (Editor) Culturas, Estados y Ciudadanos. Una aproximación al multiculturalismo en Europa, Alianza Editorial, Madrid, 1996, 257 Págs. (ISBN 84-206-9442-8).

- Sociedades de cultura y sociedades de ciencia, Ediciones Nobel, Gijón, 1996, 261 págs. Premio Internacional de Ensayo Jovellanos 1995. (ISBN 84-87531-59-8)

- (Editor, con Javier Tusell y Rafael Pardo) Entre dos siglos. Reflexiones sobre la democracia española, Alianza Editorial, Madrid, 1996, 634 Págs. (ISBN 84-206-9456-8).

- (Como director de la investigación) La reforma de la Universidad Pública de Bolivia Convenio Andrés Bello-IUOG, Santafé de Bogotá, 1998 (ISBN 1998. 958-9089-42-9).

- (Con Salvador Giner y Cristóbal Torres) Diccionario de Sociología, Alianza Editorial, Madrid, 1998. Reimpreso en 2002. (ISBN rústica, 84-206-8580-1, y cartoné, 84-206-8670-0). Segunda edición en 2006 (ISBN 84-206-4862-0).

- The University in Spain's political transition, Madrid, Instituto Universitario Ortega y Gasset, 2000

- La sociedad reflexiva: sujeto y objeto del conocimiento sociológico. Madrid, CIS, 2001

- Bajo puertas de fuego. El nuevo desorden internacional, Taurus, Madrid, 2004, 205 páginas (ISBN: 84-306-0551-7).

- (et. al.) Europa después de Europa, Madrid, Delegación Española de la Academia Europea de Ciencias y Artes, 2010

- De nuevo sobre la sociedad reflexiva. Escritos de teoría y estructura sociales", Centro de Investigaciones Sociológicas, Madrid, 2018

- (Coordinador) La disputa del pasado. España, México y la leyenda negra, Turner, Madrid, 2021

- Entre águilas y dragones: El declive de Occidente, Espasa, España, 2021